# Australia en el Festival de la Canción de Eurovisión 2022
Australia participó en el LXVI Festival de la Canción de Eurovisión, que se celebró en Turín, Italia del 10 al 14 de mayo de 2022, tras la victoria de Måneskin con la canción «Zitti e buoni». La SBS, encargada de la participación australiana del festival, decidió realizar el formato de «Australia Decides» tras un año de elección interna, para seleccionar a su representante para el festival. El festival celebrado en una única gala el 26 de febrero de 2022, dio como ganador al máximo favorito, Sheldon Riley con la balada clásica «Not the Same» compuesta por él mismo junto a Cam Nacson y Timi Temple.
Australia partió como una de las favoritas menores dentro de las casas de apuestas, rondando en la posición 10 previo a los ensayos y manteniéndose alrededor del puesto 12 una vez conocidos todos los finalistas. Durante el festival, Australia participó en la segunda semifinal, avanzando tras obtener 243 puntos que la situaron en 2° lugar. Dos días más tarde, en la gran final, Australia se ubicaría en 15.ª posición con 125 puntos: 123 del jurado profesional y 2 del televoto.

## Historia de Australia en el Festival
Australia es el país más reciente en unirse al festival, debutando en la edición de Viena 2015. Desde entonces, el país ha participado 6 ocasiones en el concurso, siendo uno de los países más exitosos a pesar de su corta trayectoria, al clasificarse a cinco finales y posicionarse dentro de los 10 mejores del concurso en 4 ocasiones. Su mejor resultado lo obtuvo en 2016 con la cantante Dami Im y la canción «Sound of Silence» que se posicionó en 2.ª posición con 511 puntos.
En 2021, la artista Montaigne, no clasificó a la final terminando en 14.ª posición con 28 puntos en la semifinal 1, con el tema «Technicolour».

## Representante para Eurovisión

### Australia Decides 2022
Australia confirmó la realización de la final nacional Australia Decides como método de selección para seleccionar a su representante en el Festival de Eurovisión de Turín 2022. El periodo de recepción de las canciones fue entre el 26 de agosto y el 26 de septiembre de 2021. Según el reglamento, las canciones podrían ser compuestas en inglés o alguna de las lenguas aborígenes nacionales. En 3 fechas: 28 de octubre, 26 de noviembre y 14 de diciembre se anunciaron las 10 canciones participantes más la apertura de un proceso de selección por medio de TikTok con el cual se escogería un último candidato que cerraría el 16 de enero. Finalmente, el 3 de febrero se confirmó a Erica Padilla como la finalista n° 11.
La competencia consistió en una sola final con 1 fase de votación: Las 11 candidaturas fueron sometidas a un proceso de votación 50/50 entre un panel de 5 jurados profesionales y la votación del público. En esta votación, cada jurado profesional votaba las canciones con un sistema parecido al de Eurovisión: 12, 10, 8, 7, 6, 5, 4, 3, 2 y 1 punto. Mientras, el público repartía 60, 50, 45, 40, 35, 30, 25, 20, 15, 10 y 5 puntos según la cantidad de votos recibidos. Al final de la gala, el mayor votado fue declarado ganador del festival y representante de Australia en Eurovisión.

#### Jurado
El jurado consistió de 5 miembros, presentados un día antes de la gala:
- Alexandra Rotan
- Darren Hayes
- Milly Petriella
- Emily Griggs
- Paul Clarke

#### Candidaturas
| Artista                      | Canción (Traducción)                                    | Idioma | Compositor(es)                                                        |
| ---------------------------- | ------------------------------------------------------- | ------ | --------------------------------------------------------------------- |
| Andrew Lambrou               | «Electrify» («Electrificar»)                            | Inglés | Andrew Lambrou, Joseph de la Hoyde, Nick de la Hoyde, Tim de la Hoyde |
| Charley                      | «I Suck At Being Lonely» («Soy pésima para estar sola») | Inglés | Claire Howell, James Vincent, Thomas Walter Jordan, Jonathan Dreyfus  |
| Erica Padilla                | «To the Bottom» («Al fondo»)                            | Inglés | Erica Padilla, Isabella Padilla, Ally Eley, Sean Carey                |
| G-Nation                     | «Bite Me» («Muérdeme»)                                  | Inglés | Erin McKellar, Leea Nanos, Michael Paynter                            |
| Isaiah Firebrace & Evie Irie | «When I'm With You» («Cuando estoy contigo»)            | Inglés | Isaiah Firebrace, Evie Irie, Taka Perry                               |
| Jaguar Jonze                 | «Little Fires» («Pequeños incendios»)                   | Inglés | Deena Lynch, Louis Schoorl, PJ Harding                                |
| Jude York                    | «"I Won't Need to Dream» («No necesitaré soñar»)        | Inglés | Jude York, Billy Stonecipher                                          |
| Paulini                      | «We Are One» («Somos uno»)                              | Inglés | Rick Price, John Capek                                                |
| Seann Miley Moore            | «My Body» («Mi cuerpo»)                                 | Inglés | Ianna Rogers, Imogen Jones, Vanessa Rogers, Sean Carey                |
| Sheldon Riley                | «Not the Same» («No soy el mismo»)                      | Inglés | Sheldon Riley, Cam Nacson, Timi Temple                                |
| Voyager                      | «Dreamer» («Soñador»)                                   | Inglés | Alex Canion, Ashley Doodkorte, Daniel Estrin, Scott Kay, Simone Dow   |

#### Final
La final tuvo lugar en el Centro de Exhibiciones y Convenciones de Gold Coast el 26 de febrero de 2022, siendo presentado por Myf Warhurst y Joel Creasey.
| N.º | Artista                      | Canción                  | Jurado | Televoto | Lugar | Puntos |
| --- | ---------------------------- | ------------------------ | ------ | -------- | ----- | ------ |
| 1   | G-Nation                     | «Bite Me»                | 11     | 45       | 5     | 56     |
| 2   | Erica Padilla                | «To the Bottom»          | 20     | 25       | 9     | 45     |
| 3   | Seann Miley Moore            | «My Body»                | 18     | 5        | 11    | 23     |
| 4   | Charley                      | «I Suck At Being Lonely» | 33     | 30       | 4     | 63     |
| 5   | Andrew Lambrou               | «Electrify»              | 16     | 35       | 7     | 51     |
| 6   | Sheldon Riley                | «Not The Same»           | 50     | 50       | 1     | 100    |
| 7   | Paulini                      | «We Are One»             | 32     | 20       | 6     | 52     |
| 8   | Jaguar Jonze                 | «Little Fires»           | 51     | 40       | 3     | 91     |
| 9   | Isaiah Firebrace & Evie Irie | «When I'm With You»      | 35     | 10       | 10    | 45     |
| 10  | Voyager                      | «Dreamer»                | 37     | 60       | 2     | 97     |
| 11  | Jude York                    | «"I Won't Need to Dream» | 32     | 15       | 8     | 47     |

## En Eurovisión
De acuerdo a las reglas del festival, todos los concursantes iniciaron desde las semifinales, a excepción del anfitrión (en este caso, Italia) y el Big Five compuesto por Alemania, España, Francia, la misma Italia y Reino Unido. En el sorteo realizado el 25 de enero de 2022, Australia fue sorteada en la primera semifinal del festival. En este mismo sorteo, se determinó que participaría en la primera mitad de la semifinal (posiciones 1-9). Semanas después, ya conocidos los artistas y sus respectivas canciones participantes, la producción del programa dio a conocer el orden de actuación, determinando que el país participaría en la octava posición, precedida por San Marino y seguida de Chipre.
Los comentarios para Australia corrieron por quinta ocasión consecutiva por Myf Warhurst junto a Joel Creasey. La portavoz de la votación del jurado profesional australiano fue la cantante, drag queen y exparticipante del Australia Decides 2018, Courtney Act.

### Semifinal 2

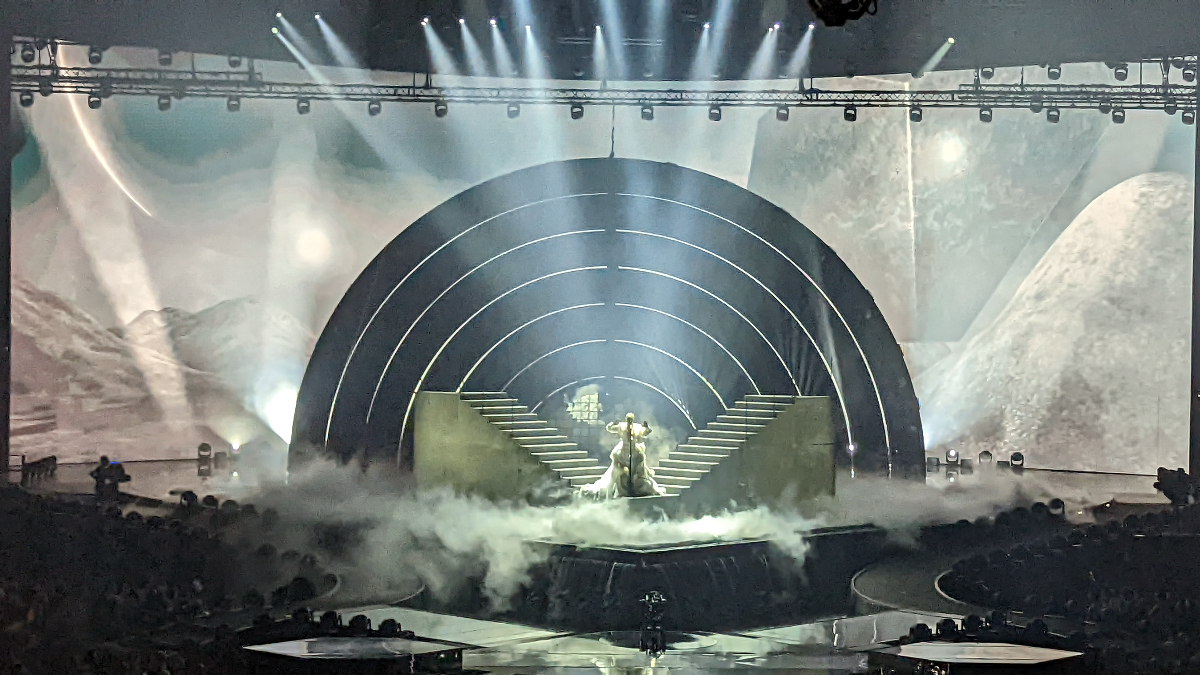
Sheldon Riley durante la segunda semifinal.

Sheldon Riley tomó parte de los ensayos los días 2 y 6 de mayo así como de los ensayos generales con vestuario de la segunda semifinal los días 11 y 12 de mayo. El ensayo general de la tarde del 11 fue tomado en cuenta por los jurados profesionales para emitir sus votos, que representaron el 50% de los puntos. Australia se presentó en la posición 8, detrás de Chipre y por delante de San Marino.
La actuación fue conceptualizada por Sacha Jean-Baptiste. La actuación se mantuvo fiel a la presentación hecha en la final nacional. Sheldon Riley vistió un traje blanco con una gran cola y una máscara hecha de pedrería con una tiara plateada. En el escenario, se ubicaron dos escaleras contrarias que a mitad de actuación se movieron para unirse creando una plataforma en alto, a la cual Sheldon subió para finalizar la actuación. El escenario que inició en oscuridad pasó a crear distintos juegos de luces blancas conforme la canción mientras el suelo fue llenado de humo durante toda la actuación.
Al final del show, Australia fue anunciada como uno de los 10 países finalistas.  Los resultados revelados una vez terminado el festival, posicionaron a Australia en 2° lugar de la semifinal con un total de 243 puntos, habiendo obtenido la segunda posición del jurado profesional con 169 puntos (incluyendo la máxima puntuación de Suecia y la de 10 puntos de 12 países) y obteniendo el octavo lugar del público con 74 puntos.

### Final
Durante la rueda de prensa de los ganadores de la segunda semifinal, se realizó el sorteo en el que se decidió en que mitad participaría cada finalista. Australia fue sorteada para participar en la segunda mitad de la final (posiciones 14-25). El orden de actuación revelado durante la madrugada del viernes 13 de mayo, decidió que Australia debía actuar en la posición 21 por delante de Suecia y por detrás de Reino Unido. Sheldon Riley tomó parte de los ensayos generales con vestuario de la final los días 13 y 14 de mayo. El ensayo general de la tarde del 13 fue tomado en cuenta por los jurados profesionales para emitir sus votos, que representaron el 50% de los puntos.
Durante la votación, Australia se colocó en 9° lugar en la votación del jurado profesional con 123 puntos, recibiendo como mayor puntuación los 10 puntos de Suecia. Posteriormente se anunció su puntuación en la votación del televoto: la 24ª y penúltima posición con solo 2 puntos recibidos de Azerbaiyán. En la sumatoria final, Australia finalizó en 15.ª posición de la clasificación con 125 puntos.

### Votación

#### Puntuación a Australia

##### Semifinal 2
| Jurado                          | Jurado | Jurado                                      | Jurado                                      | Jurado               |
| 12 puntos                       | 10 puntos | 8 puntos                                    | 7 puntos                                    | 6 puntos             |
| ------------------------------- | --- | ------------------------------------------- | ------------------------------------------- | -------------------- |
| - Suecia                        | - Azerbaiyán - Chipre - España - Estonia - Finlandia - Georgia - Israel - Malta - Montenegro - Polonia - Rumania - San Marino | - Bélgica - República Checa                 |                                             | - Alemania           |
| 5 puntos                        | 4 puntos | 3 puntos                                    | 2 puntos                                    | 1 punto              |
| - Irlanda - Macedonia del Norte | | - Reino Unido                               | - Serbia                                    |                      |
| Televoto                        | |                                             |                                             |                      |
| 12 puntos                       | 10 puntos | 8 puntos                                    | 7 puntos                                    | 6 puntos             |
|                                 | |                                             | - Azerbaiyán - Irlanda - Malta - San Marino | - Finlandia - Israel |
| 5 puntos                        | 4 puntos | 3 puntos                                    | 2 puntos                                    | 1 punto              |
| - Estonia - República Checa     | - Chipre - Suecia | - Alemania - Bélgica - Montenegro - Rumania | - Georgia - Polonia                         |                      |

##### Final
| Jurado                                    | Jurado    | Jurado                                           | Jurado                       | Jurado                                                            |
| 12 puntos                                 | 10 puntos | 8 puntos                                         | 7 puntos                     | 6 puntos                                                          |
| ----------------------------------------- | --------- | ------------------------------------------------ | ---------------------------- | ----------------------------------------------------------------- |
|                                           | - Suecia  | - Chipre - España - Estonia - Finlandia - Grecia | - Países Bajos               | - Malta - Moldavia - Polonia - Reino Unido - Rumania - San Marino |
| 5 puntos                                  | 4 puntos  | 3 puntos                                         | 2 puntos                     | 1 punto                                                           |
| - Alemania - Israel - Macedonia del Norte | - Suiza   | - Ucrania                                        | - Irlanda - Italia - Letonia | - Bélgica - República Checa                                       |
| Televoto                                  |           |                                                  |                              |                                                                   |
| 12 puntos                                 | 10 puntos | 8 puntos                                         | 7 puntos                     | 6 puntos                                                          |
|                                           |           |                                                  |                              |                                                                   |
| 5 puntos                                  | 4 puntos  | 3 puntos                                         | 2 puntos                     | 1 punto                                                           |
|                                           |           |                                                  | - Azerbaiyán                 |                                                                   |

#### Votación realizada por Australia
| Puntos    | Jurado              | Televoto        |
| --------- | ------------------- | --------------- |
| 12 puntos | Suecia              | Serbia          |
| 10 puntos | Israel              | Suecia          |
| 8 puntos  | Bélgica             | Irlanda         |
| 7 puntos  | Macedonia del Norte | República Checa |
| 6 puntos  | Irlanda             | Polonia         |
| 5 puntos  | Estonia             | San Marino      |
| 4 puntos  | Serbia              | Rumania         |
| 3 puntos  | Azerbaiyán          | Estonia         |
| 2 puntos  | República Checa     | Finlandia       |
| 1 punto   | Georgia             | Georgia         |

| Puntos    | Jurado          | Televoto    |
| --------- | --------------- | ----------- |
| 12 puntos | España          | Ucrania     |
| 10 puntos | Suecia          | Noruega     |
| 8 puntos  | Serbia          | Serbia      |
| 7 puntos  | Ucrania         | Reino Unido |
| 6 puntos  | Portugal        | España      |
| 5 puntos  | Bélgica         | Suecia      |
| 4 puntos  | República Checa | Moldavia    |
| 3 puntos  | Italia          | Polonia     |
| 2 puntos  | Azerbaiyán      | Lituania    |
| 1 punto   | Estonia         | Italia      |

##### Desglose
El jurado australiano estuvo compuesto por:
- Bridget Hustwaite
- Dylan Thomas Lewis
- Matt
- Milly Petriella
- Montaigne

| Semifinal 2 | Semifinal 2         | Semifinal 2                | Semifinal 2                | Semifinal 2                | Semifinal 2                | Semifinal 2                | Semifinal 2                | Semifinal 2                | Semifinal 2                | Semifinal 2                |
| N.º         | País                | Jurado                     | Jurado                     | Jurado                     | Jurado                     | Jurado                     | Jurado                     | Jurado                     | Televoto                   | Televoto                   |
| N.º         | País                | Jurado A                   | Jurado B                   | Jurado C                   | Jurado D                   | Jurado E                   | Ranking                    | Puntos                     | Ranking                    | Puntos                     |
| ----------- | ------------------- | -------------------------- | -------------------------- | -------------------------- | -------------------------- | -------------------------- | -------------------------- | -------------------------- | -------------------------- | -------------------------- |
| 01          | Finlandia           | 17                         | 16                         | 6                          | 6                          | 17                         | 12                         |                            | 9                          | 2                          |
| 02          | Israel              | 2                          | 2                          | 13                         | 1                          | 16                         | 2                          | 10                         | 11                         |                            |
| 03          | Serbia              | 3                          | 7                          | 4                          | 11                         | 15                         | 7                          | 4                          | 1                          | 12                         |
| 04          | Azerbaiyán          | 10                         | 9                          | 12                         | 5                          | 3                          | 8                          | 3                          | 16                         |                            |
| 05          | Georgia             | 14                         | 10                         | 1                          | 14                         | 13                         | 10                         | 1                          | 10                         | 1                          |
| 06          | Malta               | 15                         | 5                          | 16                         | 10                         | 14                         | 13                         |                            | 14                         |                            |
| 07          | San Marino          | 6                          | 17                         | 11                         | 16                         | 12                         | 15                         |                            | 6                          | 5                          |
| 08          | Australia           | -------------------------- | -------------------------- | -------------------------- | -------------------------- | -------------------------- | -------------------------- | -------------------------- | -------------------------- | -------------------------- |
| 09          | Chipre              | 16                         | 15                         | 17                         | 17                         | 11                         | 17                         |                            | 12                         |                            |
| 10          | Irlanda             | 5                          | 13                         | 15                         | 2                          | 4                          | 5                          | 6                          | 3                          | 8                          |
| 11          | Macedonia del Norte | 7                          | 1                          | 5                          | 13                         | 5                          | 4                          | 7                          | 13                         |                            |
| 12          | Estonia             | 4                          | 11                         | 9                          | 3                          | 6                          | 6                          | 5                          | 8                          | 3                          |
| 13          | Rumania             | 11                         | 14                         | 10                         | 15                         | 10                         | 16                         |                            | 7                          | 4                          |
| 14          | Polonia             | 12                         | 12                         | 7                          | 9                          | 9                          | 11                         |                            | 5                          | 6                          |
| 15          | Montenegro          | 13                         | 8                          | 14                         | 12                         | 8                          | 14                         |                            | 17                         |                            |
| 16          | Bélgica             | 9                          | 3                          | 3                          | 7                          | 2                          | 3                          | 8                          | 15                         |                            |
| 17          | Suecia              | 1                          | 4                          | 2                          | 4                          | 1                          | 1                          | 12                         | 2                          | 10                         |
| 18          | República Checa     | 8                          | 6                          | 8                          | 8                          | 7                          | 9                          | 2                          | 4                          | 7                          |

| Final | Final           | Final                      | Final                      | Final                      | Final                      | Final                      | Final                      | Final                      | Final                      | Final                      |
| N.º   | País            | Jurado                     | Jurado                     | Jurado                     | Jurado                     | Jurado                     | Jurado                     | Jurado                     | Televoto                   | Televoto                   |
| N.º   | País            | Jurado A                   | Jurado B                   | Jurado C                   | Jurado D                   | Jurado E                   | Ranking                    | Puntos                     | Ranking                    | Puntos                     |
| ----- | --------------- | -------------------------- | -------------------------- | -------------------------- | -------------------------- | -------------------------- | -------------------------- | -------------------------- | -------------------------- | -------------------------- |
| 01    | República Checa | 17                         | 11                         | 4                          | 5                          | 10                         | 7                          | 4                          | 18                         |                            |
| 02    | Rumania         | 16                         | 21                         | 12                         | 6                          | 17                         | 16                         |                            | 17                         |                            |
| 03    | Portugal        | 5                          | 7                          | 15                         | 3                          | 11                         | 5                          | 6                          | 16                         |                            |
| 04    | Finlandia       | 19                         | 20                         | 7                          | 19                         | 24                         | 19                         |                            | 15                         |                            |
| 05    | Suiza           | 15                         | 19                         | 16                         | 4                          | 9                          | 12                         |                            | 24                         |                            |
| 06    | Francia         | 20                         | 24                         | 21                         | 18                         | 23                         | 24                         |                            | 13                         |                            |
| 07    | Noruega         | 9                          | 15                         | 11                         | 17                         | 22                         | 18                         |                            | 2                          | 10                         |
| 08    | Armenia         | 22                         | 12                         | 18                         | 22                         | 21                         | 21                         |                            | 20                         |                            |
| 09    | Italia          | 10                         | 3                          | 24                         | 24                         | 5                          | 8                          | 3                          | 10                         | 1                          |
| 10    | España          | 1                          | 1                          | 1                          | 2                          | 1                          | 1                          | 12                         | 5                          | 6                          |
| 11    | Países Bajos    | 23                         | 22                         | 23                         | 21                         | 12                         | 23                         |                            | 12                         |                            |
| 12    | Ucrania         | 7                          | 9                          | 14                         | 1                          | 6                          | 4                          | 7                          | 1                          | 12                         |
| 13    | Alemania        | 18                         | 4                          | 22                         | 7                          | 20                         | 11                         |                            | 22                         |                            |
| 14    | Lituania        | 6                          | 10                         | 9                          | 20                         | 13                         | 14                         |                            | 9                          | 2                          |
| 15    | Azerbaiyán      | 14                         | 6                          | 8                          | 23                         | 4                          | 9                          | 2                          | 23                         |                            |
| 16    | Bélgica         | 13                         | 5                          | 13                         | 14                         | 3                          | 6                          | 5                          | 21                         |                            |
| 17    | Grecia          | 24                         | 16                         | 19                         | 12                         | 14                         | 20                         |                            | 11                         |                            |
| 18    | Islandia        | 12                         | 13                         | 10                         | 13                         | 19                         | 17                         |                            | 19                         |                            |
| 19    | Moldavia        | 3                          | 23                         | 17                         | 11                         | 18                         | 13                         |                            | 7                          | 4                          |
| 20    | Suecia          | 4                          | 2                          | 2                          | 8                          | 2                          | 2                          | 10                         | 6                          | 5                          |
| 21    | Australia       | -------------------------- | -------------------------- | -------------------------- | -------------------------- | -------------------------- | -------------------------- | -------------------------- | -------------------------- | -------------------------- |
| 22    | Reino Unido     | 11                         | 14                         | 6                          | 9                          | 15                         | 15                         |                            | 4                          | 7                          |
| 23    | Polonia         | 21                         | 18                         | 20                         | 16                         | 16                         | 22                         |                            | 8                          | 3                          |
| 24    | Serbia          | 2                          | 8                          | 3                          | 10                         | 7                          | 3                          | 8                          | 3                          | 8                          |
| 25    | Estonia         | 8                          | 17                         | 5                          | 15                         | 8                          | 10                         | 1                          | 14                         |                            |